# ميخائيل إل. بندر
ميخائيل إل. بندر (بالإنجليزية: Michael L. Bender)‏ هو قاضي و‌محامي أمريكي، ولد في 7 يناير 1942.

## وصلات خارجية
- ميخائيل إل. بندر على موقع إن إن دي بي (الإنجليزية)